# Rozrzutka brunatna

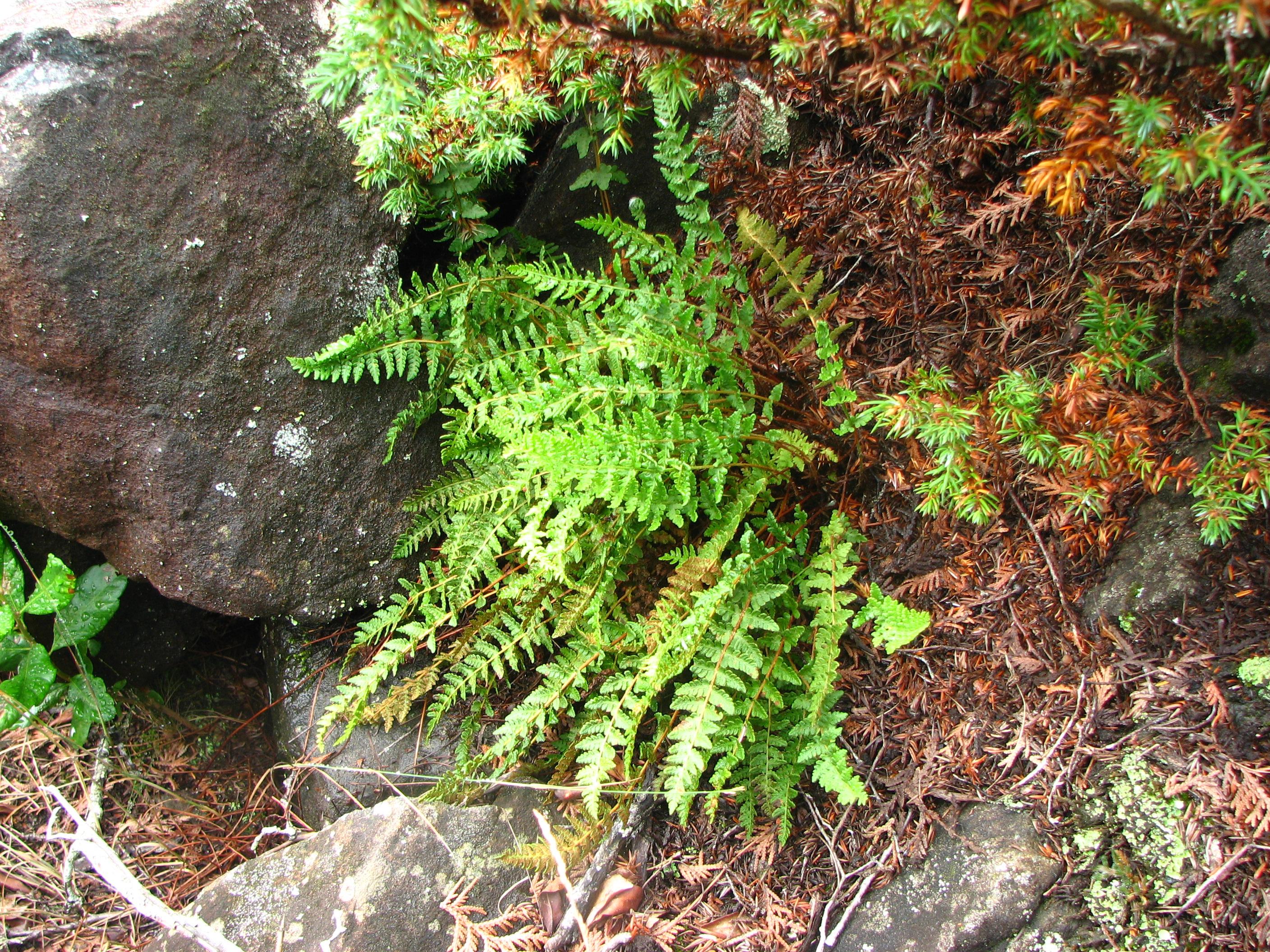

Rozrzutka brunatna (Woodsia ilvensis (L.) R. Br.) – gatunek rośliny z rodziny rozrzutkowatych (Woodsiaceae).

## Zasięg występowania
Gatunek arktyczno-alpejski. Występuje wokółbiegunowo w Ameryce Południowej, Azji i Europie. W Polsce występuje tylko na jednym stanowisku – na górze Wdżar w paśmie łączącym Lubań z Pieninami. Dawniej podawane dwa stanowiska (w Górach Sowich i na Pomorzu Zachodnim) już nie istnieją.

## Morfologia
PokrójDrobna roślina do 20 cm wysokości tworząca kępki o średnicy 1–5 cm.
LiścieWraz z ogonkiem bardzo gęsto pokryte łuskami. Ogonek kasztanowaty, błyszczący. Blaszka podłużna, podwójnie pierzasta.

## Biologia i ekologia
Bylina, hemikryptofit. Roślina reglowa. Rośnie na piargach i w szczelinach skał andezytowych. Zarodnie dojrzewają w lipcu i sierpniu. Gatunek charakterystyczny dla rzędu Androsacetalia vandelli. Liczba chromosomów 2n=82.

## Zagrożenia i ochrona
Roślina objęta w Polsce ścisłą ochroną gatunkową od 2004 roku.
Kategorie zagrożenia gatunku:
- Kategoria zagrożenia w Polsce według Czerwonej listy roślin i grzybów Polski (2006)[8]: E (wymierający); 2016: CR (krytycznie zagrożony)[9].
- Kategoria zagrożenia w Polsce według Polskiej czerwonej księgi roślin[10][11]: CR (krytycznie zagrożony).